# Kanton Monpazier
Kanton Monpazier (francouzsky Canton de Monpazier) je francouzský kanton v departementu Dordogne v regionu Akvitánie. Tvoří ho 13 obcí.

## Obce kantonu
- Biron
- Capdrot
- Gaugeac
- Lavalade
- Lolme
- Marsalès
- Monpazier
- Saint-Avit-Rivière
- Saint-Cassien
- Saint-Marcory
- Saint-Romain-de-Monpazier
- Soulaures
- Vergt-de-Biron